# Krasnosielc
Krasnosielc ist ein Dorf im Powiat Makowski in der Woiwodschaft Masowien, Polen. Das Dorf ist zugleich Sitz der gleichnamigen Landgemeinde (Gmina wiejska).

## Geographie
Krasnosielc liegt etwa 90 km nördlich von Warschau und 18 km östlich von Przasnysz an der Orzyc. Durch den Ort verläuft die Droga wojewódzka 544. Krasnosielc liegt 25 km nordwestlich der Stadt Różan.

## Geschichte
Das Dorf existierte schon 1374. Die erste schriftliche Erwähnung stammt von Henryka Holta aus dem Jahr 1413 in einem Bericht über die Grenzstreitigkeiten zwischen Masowien und dem deutschen Orden. Er benennt den Ort als Siedlce. In alten Quellen wird der Ort als Sielc oder Siedlec bezeichnet. Später kam der Zusatz Krasno hinzu, abgeleitet vom Namen der Familie Krasiński. Im Jahr 1824 erhielt der Ort das Stadtrecht. Dieses verlor es, in Folge des Januaraufstandes, im Jahr 1869. Seit 1873 oder 1874 gab es eine öffentliche Schule in Krasnosielc; zuerst war die Unterrichtssprache russisch, ab 1905 dann polnisch. 1881 kam es zu einer Hungersnot in Folge einer Dürre und in den Jahren 1893/94 kam es zu einer Choleraepidemie. 1900 wurde die erste Bibliothek im Ort eingerichtet. Ende des 19. Jahrhunderts bestand auch eine jüdische Grundschule und eine jüdische Bibliothek im Ort. 1905/06 kam es auch in und um Krasnosielc zu Unruhen und Streiks gegen den Zaren. Es wurde 1906 auch die erste Freiwillige Feuerwehr in Krasnosielc gegründet. 1910 hatte der Ort 2782 Einwohner; nach dem Ersten Weltkrieg waren es nur noch 1842. Die Front verlief zeitweise entlang des Flusses Orzyc.
Krasnosielc war von 1939 bis 1945 von der deutschen Wehrmacht besetzt und war bereits in der ersten Septemberwoche 1939 Ort eines Massenmords an polnischen Juden. Nach der Besetzung des Orts wurden etwa 50 jüdische Männer zu Instandsetzungsarbeiten an der Brücke über den Orzyc herangezogen. Am Abend des Tages, dem 5. September 1939, wurden diese 50 Männer in der Synagoge des Orts von einigen Angehörigen des zur Panzer-Division Kempf gehörigen SS-Artillerie-Regiments mit einem vor der Tür aufgestellten Maschinengewehr erschossen. Die Toten wurden in einem Massengrab neben der Synagoge verscharrt. Dies war einer der ersten bei der höheren Wehrmachts- und SS-Führung in Berlin bekanntgewordene Massenmorde polnischer Juden durch SS- und Wehrmachtssoldaten. Die beiden Hauptschuldigen, ein SS-Sturmmann und ein Polizeiwachtmeister der Feldpolizei, wurden vor ein Heeres-Kriegsgericht der Division gestellt. Der Sturmmann wurde zu 3 Jahren Gefängnis und der Polizeiwachtmeister zu 9 Jahren Zuchthaus verurteilt. Kurze Zeit später wurden die Urteile erheblich abgemildert. Die verbliebenen Juden wurden am 28. September 1939 aus Krasnosielc verwiesen und gingen nach Różan und Ostrów, einige auch nach Maków, Ciechanów und Białystok.
Von 1975 bis 1998 gehörte das Dorf zur Woiwodschaft Ostrołęka.

## Gemeinde

### Geographie

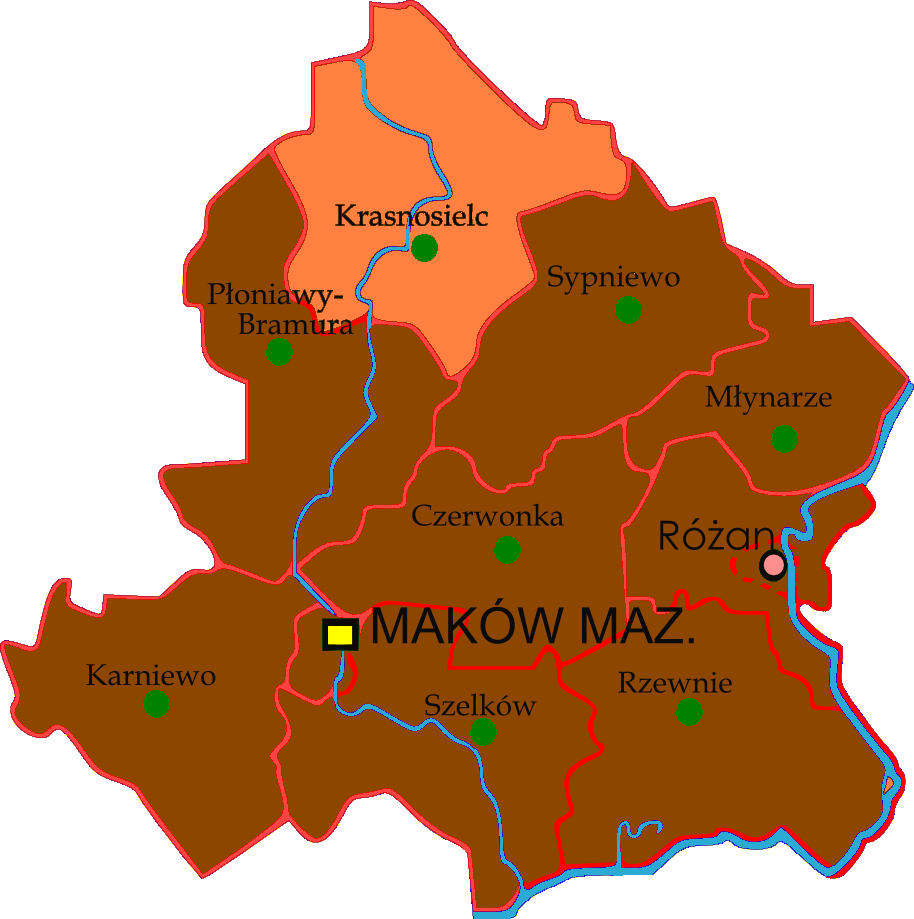
Lage der Gemeinde im Powiat Makowski

Die Gemeinde hat eine Flächenausdehnung von 166,96 km². 68 % des Gemeindegebiets werden landwirtschaftlich genutzt, 29 % sind mit Wald bedeckt.

### Geschichte
Zwischen den beiden Weltkriegen war Krasnosielc schon einmal der Sitz einer Gemeinde die zum Powiat Makowski in der Woiwodschaft Warschau gehörte. Die Gemeinde bestand aus 38 Dörfern, von denen 35 Sołectwo waren.

### Sołectwa
Zu der Gemeinde gehören die Sołectwa (Schulzenämter) Amelin, Bagienice-Folwark, Bagienice Szlacheckie, Biernaty, Budy Prywatne, Chłopia Łąka, Drążdżewo, Drążdżewo Kujawy, Drążdżewo Małe, Elżbiecin, Grabowo, Grądy, Karolewo, Krasnosielc, Krasnosielc Leśny, Łazy, Niesułowo, Nowy Krasnosielc, Nowy Sielc, Papierny Borek, Perzanki Borek, Pienice, Przytuły, Raki, Wola Józefowo, Wola Włościańska, Wólka Drążdżewska, Wólka Rakowska, Wymysły und Zwierzyniec.

### Ortschaften
Weitere Orte der Gemeinde sind Jasieniec, Karłowo, Klin, Róg, Sławki, Suche, Sulicha, Wykno und Załogi.

## Söhne und Töchter des Ortes
- Harry Warner (1881–1958), Filmproduzent[5]
- Albert Warner (1884–1967), Filmproduzent
- Sam Warner (1887–1927), Filmproduzent
- Ireneusz Kluczek (1940–2019), Sprinter